# ویسریس تارگرین
ویسریس تارگرین شخصیتی داستانی در سری کتاب‌های فانتزی ترانه یخ و آتش از نویسنده آمریکایی جرج آر. آر. مارتین است که مجموعه تلویزیونی بازی تاج‌وتخت از آن اقتباس شده‌است.
ویسریس در سال ۱۹۹۶ در نخستین کتاب مجموعه بازی تاج‌وتخت معرفی شد (همراه با خواهر کوچک ترش دنریس). او یکی از آخرین اعضای خاندان تارگارین است که تا پانزده سال پیش از حوادث اولین رمان، نزدیک به سی صد سال بر تخت آهنین حکومت می‌کردند.
در مجموعه تلویزیونی این کتاب از شبکه اچ‌بی‌او، هری لوید به ایفای نقش ویسریس پرداخته‌است.